# Dipturus laevis
Dipturus laevis är en rockeart som först beskrevs av Samuel Latham Mitchill 1818.  Dipturus laevis ingår i släktet Dipturus och familjen egentliga rockor. IUCN kategoriserar arten globalt som starkt hotad. Inga underarter finns listade i Catalogue of Life.